# Eupithecia dormita
Eupithecia dormita es una especie de polilla de la familia Geometridae. La especie fue descrita por primera vez por William Warren habiendo sido descrita en 1906, con distribución en Brasil. El holotipo de la especie fue descrita en los alrededores del sector Castro (Paraná).

## Descripción
Las alas anteriores tienen debajo, entre la línea submediana y la 1,: Notas 1  una especie de bolsa brillante que contiene un gran cepillo de vellos alargados, ausente en la primera mitad costal.